# 虛擬鍵盤

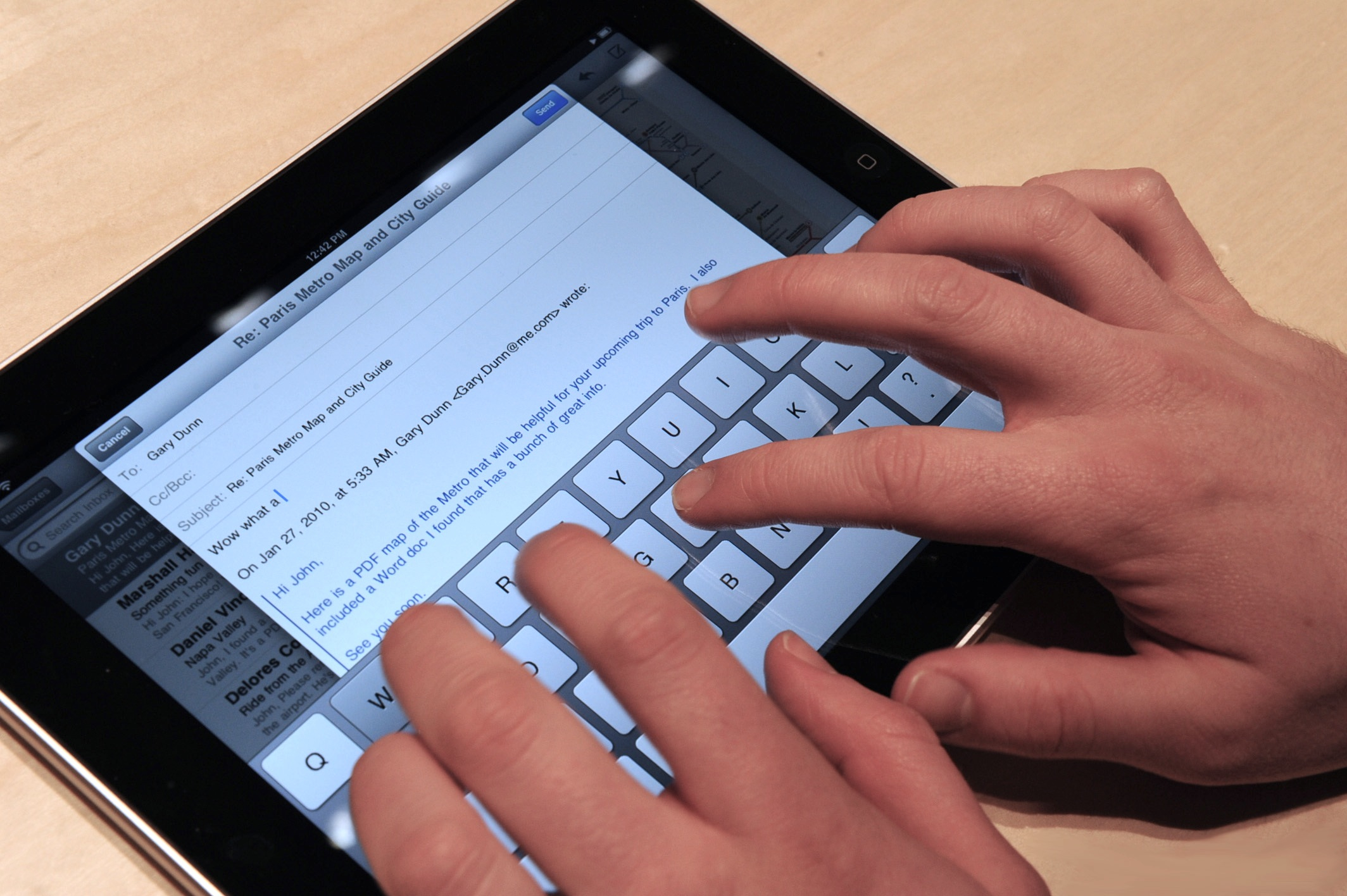
iPad的螢幕虛擬鍵盤

虛擬鍵盤是一種電腦程序，與實體的鍵盤一樣可讓使用者進行文字的輸入。虛擬鍵盤視需要可比照標準尺寸鍵盤顯示，或僅顯示一部份按鍵，例如輸入電話號碼時僅顯示與電話鍵盤相同的按鍵。
在桌上型電腦的世界中，Windows XP的螢幕小鍵盤（On-Screen Keyboard）程式可以像真實的鍵盤或滑鼠那樣使用的虛擬鍵盤。在Windows中，按住Window鍵、Ctrl及O鍵，即可開啟。在行動裝置，如個人數碼助理（PDA）、智慧型手機、平板電腦及汽車電腦等，使用者可藉虛擬鍵盤來輸入文字。
虛擬鍵盤也用來給那些因為肉體上的限制而無法使用鍵盤的人所使用。

## 虛擬鍵盤跟實際鍵盤的比較
因為虛擬鍵盤跟實際的文字輸入裝置功能有所不同，所以它們可以避免某種程度的按鍵側錄程式的側錄，防止帳號、密碼及信用卡卡號等重要敏感資料外洩。因此在網路銀行等要求高度安全的應用，會要求用戶以虛擬鍵盤輸入敏感資訊。
人們通常習慣於學習實際的鍵盤使用所帶來的大量節省時間，即使虛擬鍵盤的鍵盤配置跟一般的鍵盤一樣也不容易上手使用，不像鍵盤那樣使用者無法用他們的手指來感覺，這樣會導致他們對鍵盤位置的不熟悉讓使用者只能慢慢地打字。但是對於PDA及其他的外部裝置來說卻可以幫助外接鍵盤的發展。

## Windows 中的虛擬鍵盤
開始選單中執行 osk.exe，可以叫出Windows 中的虛擬鍵盤。

## 外部連結
- On-Screen Keyboard Magic - Elegant features for Microsoft On-Screen Keyboard
- Example of a web-based virtual keyboard, for entering foreign character sets
- Another example of a web-based virtual keyboard（页面存档备份，存于）